# Fluciclovine (18F)
Флуцикловин (18F) — радиофармацевтический препарат для диагностики рецидивов рака предстательной железы. Одобрен для применения: США (2016).

## Механизм действия
Синтетический аналог аминокислоты.

## Показания
Диагностика рецидивов рака предстательной железы с помощью ПЭТ.